# 11 de mayo
El 11 de mayo es el 131.º (centésimo trigésimo primer) día del año en el calendario gregoriano y el 132.º en los años bisiestos. Quedan 234 días para finalizar el año.

## Acontecimientos
- 330: la ciudad de Bizancio es renombrada como Nova Roma durante una «ceremonia de dedicación», sin embargo, se continúa conociendo más popularmente como Constantinopla.

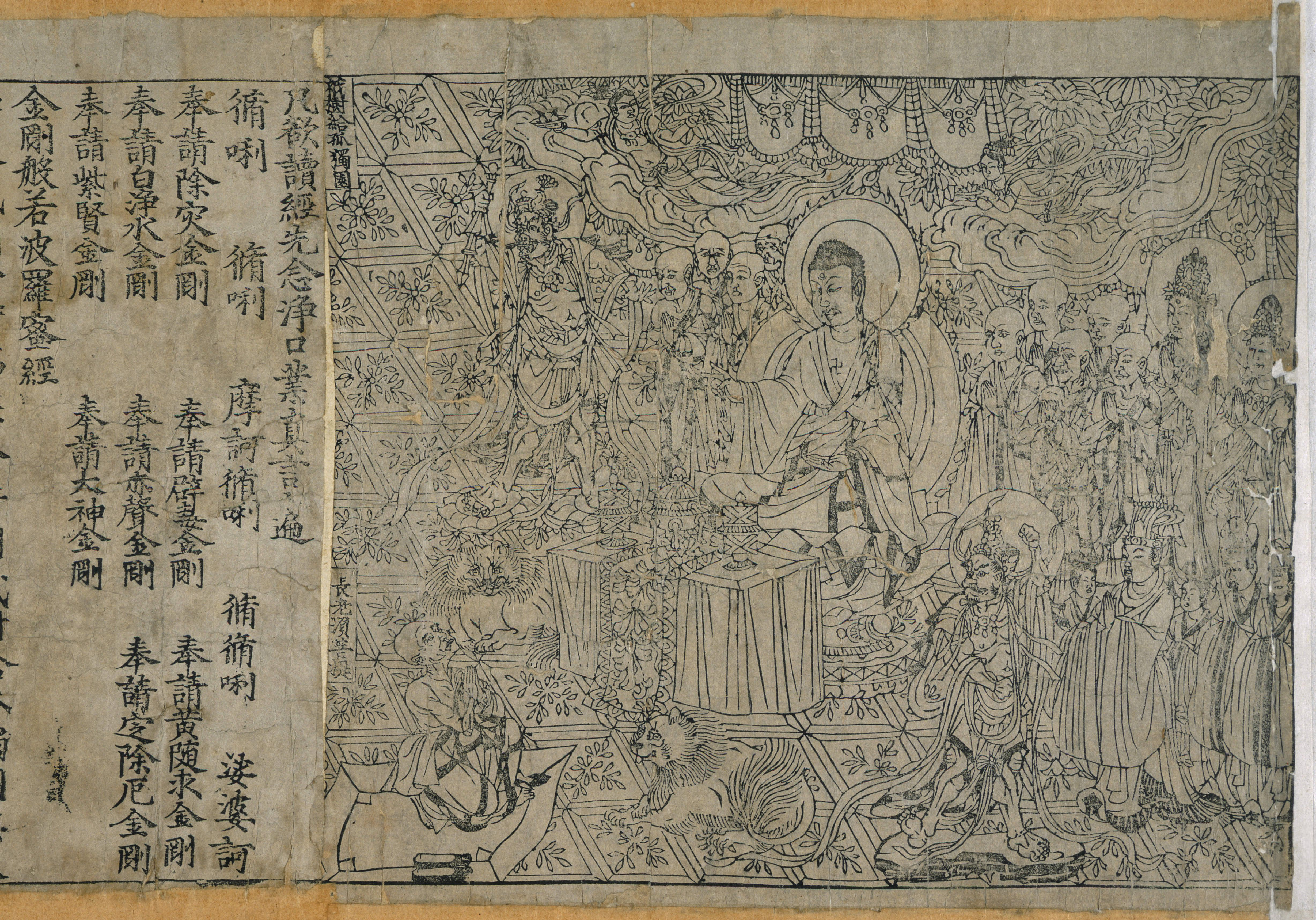
Sutra del Diamante, hallado en la cueva de Dunhuang (China). Es el documento impreso de fecha conocida más antiguo que se conserva.

- 868: en China, Wang Jie imprime el Sutra del diamante (texto budista), traducido del idioma sánscrito. Se considera el primer libro impreso que ha llegado a la actualidad.[1]
- 912: en Bizancio, Alejandro se convierte en emperador.
- 1310: en Francia, 54 templarios son quemados por la Inquisición, acusados de herejía.
- 1678: en la isla neerlandesa de Curazao, naufragan los navíos franceses al mando de Jean d'Estrées que intentaban conquistarla.
- 1745: en la llanura de Fontenoy, a 7 kilómetros al sudeste de la aldea de Tournai ―en el marco de la Guerra de Sucesión Austriaca― fuerzas francesas derrotan al ejército anglo-neerlandés en la Batalla de Fontenoy.
- 1812: en los despachos de la Cámara de los Lores (Londres) un tal John Bellingham asesina al primer ministro británico Spencer Perceval.
- 1813: en Argentina, la Asamblea del año XIII aprueba la creación del Himno Nacional.
- 1820: en Inglaterra se realiza la botadura del HMS Beagle, barco que, una década más tarde, llevará a Charles Darwin a su viaje científico.
- 1850: en Nápoles (Italia), el astrónomo Anníbale de Gasparis (1819-1892) descubre el asteroide Parténope (11).
- 1857: en Delhi (India) ―en el marco de la Rebelión de 1857―, los indios liberan la ciudad.
- 1858: Minesota es admitida como el estado número 32 de los Estados Unidos.
- 1867: Luxemburgo se independiza de Bélgica y Países Bajos.
- 1880: 11 km al noroeste de la localidad de Hanford (California) varios policías civiles de la empresa Southern Pacific Railroad matan a siete pobladores que se negaron a vender sus tierras para el paso del ferrocarril. (Véase Tragedia de Mussel Slough).
- 1891: en Otsu (Japón), el zarévich Nicholas Alexandrovich (posteriormente Nicolás II) es atacado por un miembro japonés de su escolta, que es apresado. Véase Incidente Ōtsu.
- 1911: frente a las costas del Cabo Charles (Virginia, Estados Unidos) el buque de pasajeros USS Mérida colisiona con el navío de guerra USS Farragut.
- 1918: en Vladikavkaz (Osetia del Norte) se establece la República de las Montañas del Cáucaso Septentrional. En junio de 1920 será eliminada por el Ejército Rojo.
- 1924: en Alemania se crea la Mercedes-Benz formada por Gottlieb Daimler y Karl Benz como fusión de las dos compañías.
- 1927: en Los Ángeles (California) se crea la Academia de Artes y Ciencias Cinematográficas.
- 1931: en la Segunda República Española en Madrid comienza una quema de iglesias y conventos.
- 1939: inicia la batalla de Khalkhin Gol entre fuerzas del Ejército Rojo y tropas de Japón.
- 1940: Münchengladbach es la primera ciudad alemana bombardeada de la Segunda Guerra Mundial por 35 aviones Hampden y Whitley, produciendo 4 civiles muertos.[2]
- 1943: en Changshiao (provincia de Hunan) el Ejército Expedicionario Japonés al mando del general Shunroku Hata perpetran el tercer día (de cuatro) de la Masacre de Changshiao, en que 30 000 hombres, mujeres y niños fueron violados y asesinados.
- 1943: en las Islas Aleutianas ―en el marco de la Segunda Guerra Mundial― tropas estadounidenses invaden la isla Attu de las tropas japonesas.
- 1944: tropas aliadas comienzan la mayor ofensiva de la Segunda Guerra Mundial sobre la Línea Gustav.
- 1946: en Malasia se funda la UMNO (United Malays National Organisation: Organización Nacional de Malasia Unida), el partido político más grande del país.
- 1949: Siam cambia de nombre por Tailandia por segunda vez. Ese nombre fue impuesto en 1939 pero se cambió en 1945.
- 1949: Israel se une a la ONU.
- 1958: en el atolón Bikini (islas Marshall, en medio del océano Pacífico), Estados Unidos detona su bomba atómica Fir, de 1360 kilotones. Se consigue un muy buen rendimiento: 93,4 % de fusión del material radioactivo.
- 1958: en el atolón Enewetak (islas Marshall), Estados Unidos detona su bomba atómica Butternut, de 81 kilotones. Es la primera vez que se prueba la bomba B46 (o Mk-46), de nuevo diseño.
- 1960: en Estados Unidos sale al mercado la primera píldora anticonceptiva.
- 1960: en la ciudad de Bancalari, en el norte del Gran Buenos Aires (Argentina), agentes del servicio secreto israelí (Mosad) secuestran al genocida nazi Adolf Eichmann (54), que vivía de incógnito (con el nombre de Roberto Klement) en una casa. Será llevado a Israel, juzgado y ejecutado.

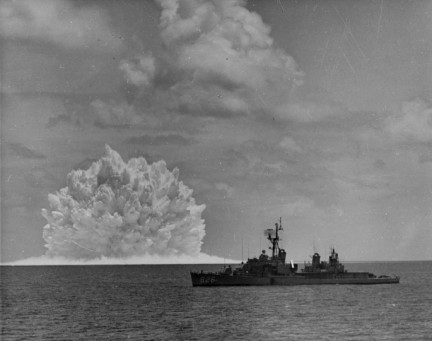
A unos 600 km de San Diego (California), Estados Unidos hace estallar una bomba atómica submarina.

- 1962: a unos 600 km frente a la costa de San Diego (California), el destructor Agerholm dispara un misil torpedo con cabeza nuclear, que estalla a 4 km de distancia.
- 1967: en Atenas, la junta militar griega encarcela al político griego Andreas Papandreou.
- 1972: en México se estrena el programa El Chavo del Ocho.
- 1974: en Buenos Aires, es asesinado a balazos el religioso, profesor y militante social Carlos Mugica (el Padre Mugica). El crimen se le atribuye a la organización parapolicial Triple A (Alianza Anticomunista Argentina).
- 1977: en El Salvador, es asesinado a balazos el Sacerdote Alfonso Navarro Oviedo y el menor Luis Alfredo Torres
- 1985: en Bradford (Reino Unido) se incendia el estadio Valley Parade durante un partido de fútbol. Fallecen 56 personas.
- 1986: en la ciudad de Barranquilla (Colombia) se inaugura el estadio Metropolitano Roberto Meléndez con un partido de fútbol entre el Junior y la selección de Uruguay.[3]
- 1987: en Lyon (Francia), Klaus Barbie es juzgado por crímenes de guerra durante la Segunda Guerra Mundial.
- 1990: el cantante mexicano Juan Gabriel realiza el tercero de cuatro exitosos conciertos consecutivos en el Palacio de Bellas Artes, Ciudad de México.
- 1992: se lanza en Colombia la emisora Colorín ColorRadio de la cadena radial Caracol Radio y fue la primera y única emisora dedicada al público infantil.
- 1993: el dúo australiano de soft rock Air Supply, lanza al mercado su décimo segundo álbum de estudio titulado The Vanishing Race, producido por el productor chileno Humberto Gatica (n. 1951).
- 1993: en México a través del Canal 4 (XHTV-TV) de Televisa, se estrena el programa de televisión deportivo La Jugada.
- 1995: en la ciudad de Nueva York, más de 170 países deciden extender el Tratado de No Proliferación Nuclear de forma indefinida y sin condiciones.
- 1997: el superordenador de IBM Deeper Blue, una versión avanzada del Deep Blue, le gana un encuentro a seis partidas de ajedrez al ruso Garri Kaspárov, suscitando una polémica al no quedar claro si el mejor jugador del mundo era una máquina.
- 1999: El cantante puertorriqueño Ricky Martin, lanza al mercado su quinto álbum de estudio y segundo homónimo también su álbum debut realizado en inglés titulado Ricky Martin.
- 2005: La banda británica virtual Gorillaz lanza su álbum Demon Days.
- 2006: en Amberes (Bélgica), el estudiante skinhead belga Hans Van Themsche (18), influenciado por las ideas del partido Interés Flamenco dispara con un rifle a tres personas, matando a dos e hiriendo gravemente a otra. Es apresado y condenado a cadena perpetua.
- 2010: en el Reino Unido, David Cameron es elegido primer ministro, sucediendo a Gordon Brown.
- 2011: en Murcia (España) ocurre un terremoto de 5,1 grados en la escala de magnitud de momento; la ciudad más afectada es Lorca.[4]
- 2011: Consejo de Europa ha adoptado el Convenio del Consejo de Europa sobre prevención y lucha contra la violencia contra las mujeres y la violencia doméstica.
- 2018: La banda británica Artic monkeys lanza su álbum Tranquility Base Hotel & Casino

## Nacimientos
- 482: Justiniano I, emperador bizantino entre 527 y 565 (f. 565).
- 1571: Niwa Nagashige, militar japonés (f. 1637).
- 1698: Pierre Contant d'Ivry, arquitecto francés (f. 1777).
- 1720: Barón de Münchhausen, militar alemán (f. 1797).
- 1722: Petrus Camper, médico, naturalista y biólogo neerlandés (f. 1789).
- 1733: Victoria de Francia, aristócrata francesa, hija del rey Luis XV (f. 1799).
- 1751: Ralph Earl, pintor estadounidense (f. 1801).
- 1752: Johann Friedrich Blumenbach, antropólogo alemán (f. 1840).
- 1763: János Batsányi, poeta húngaro (f. 1845).
- 1797: José Mariano Salas, político y militar mexicano (f. 1867).
- 1801: Henri Labrouste, arquitecto francés (f. 1875).
- 1811: Chang y Eng Bunker, siameses tailandeses (f. 1874).
- 1817: Fanny Cerrito, bailarina italiana (f. 1909).
- 1823: Alfred Stevens, pintor belga (f. 1906).
- 1824: Jean-Léon Gérôme, pintor y escultor francés (f. 1904).
- 1826: Mamerto Esquiú, religioso argentino (f. 1883).
- 1827: Jean-Baptiste Carpeaux, escultor y pintor francés (f. 1875).
- 1834: Leopoldo Montes de Oca, médico y académico argentino (f. 1906).
- 1835: Kārlis Baumanis, compositor letón (f. 1905).
- 1852: Charles Warren Fairbanks, político estadounidense, vicepresidente entre 1905 y 1909 (f. 1918).
- 1854: Ottmar Mergenthaler, inventor alemán (f. 1899).
- 1861: Frederick Russell Burnham, militar estadounidense (f. 1947)
- 1871: Stjepan Radić, político croata (f. 1928).
- 1871: Mariano Fortuny y Madrazo, pintor español (f. 1949).
- 1875: Harriet Quimby, aviadora estadounidense (f. 1912).
- 1879: Eloy Bullón Fernández, filósofo español (f. 1957).
- 1881: Theodore von Kármán, físico húngaro (f. 1963).
- 1881: Jan van Gilse, compositor alemán (f. 1944).
- 1884: Evelio Boal, sindicalista anarquista español (f. 1921).
- 1886: José García-Siñeriz, político español (f. 1974).
- 1887: Paul Wittgenstein, pianista austriaco (f. 1961).
- 1888: Irving Berlin, compositor estadounidense (f. 1989).
- 1892: Margaret Rutherford, actriz británica (f. 1972).
- 1894: Martha Graham, bailarina, profesora de danza y coreógrafa estadounidense (f. 1991).
- 1895: Jiddu Krishnamurti, filósofo indio (f. 1986).
- 1895: William Grant Still, compositor estadounidense (f. 1978).
- 1896: Filippo De Pisis, pintor italiano (f. 1956).
- 1897: Kurt Gerron, cineasta alemán (f. 1944).
- 1899: Paulino Masip, escritor y guionista cinematográfico español (f. 1963).
- 1901: Rose Ausländer, poeta alemana (f. 1988).
- 1902: Kiril Moskalenko, militar soviético (f. 1985).
- 1904: Salvador Dalí, pintor español (f. 1989).
- 1907: Bernardo Estornés Lasa, escritor y promotor de la cultura vasca (f. 1999).
- 1911: Phil Silvers, actor estadounidense (f. 1985).
- 1912: Edmundo Pérez Zujovic, político chileno (f. 1971).
- 1912: Foster Brooks, actor y cómico estadounidense (f. 2001).
- 1913: Robert Jungk, publicista austriaco (f. 1994).
- 1914: Haroun Tazieff, vulcanólogo francés (f. 1998).
- 1916: Camilo José Cela, escritor español (f. 2002).
- 1918: Richard Feynman, físico estadounidense, premio nobel de física en 1965 (f. 1988).
- 1918: Pilar Sen, actriz mexicana de origen español (f. 1973).
- 1924: Antony Hewish, radioastrónomo británico, premio nobel de física en 1974 (f. 2021)
- 1926: Rob Schroeder, piloto estadounidense de automovilismo (f. 2011).
- 1927: Bernard Fox, actor británico (f. 2016).
- 1927: Gene Savoy, explorador y escritor estadounidense (f. 2007).
- 1927: Mort Sahl, comediante y actor estadounidense (f. 2021).
- 1928: Marco Ferreri, cineasta italiano (f. 1997).
- 1928: Yaacov Agam, artista israelí.
- 1928: Anne van der Bijl, misionero cristiano neerlandés (f. 2022).
- 1930: Edsger Dijkstra, científico e informático neerlandés (f. 2002).
- 1932: Valentino Garavani, diseñador italiano.
- 1932: Francisco Umbral, escritor español (f. 2007)
- 1933: Mychal F. Judge, sacerdote católico estadounidense (f. 2001).
- 1935: Doug McClure, actor estadounidense (f. 1995).
- 1936: Carla Bley, músico estadounidense
- 1938: Joan Margarit i Consarnau, poeta español (f. 2021).
- 1939: René Cardona Jr., actor y cineasta mexicano (f. 2003).
- 1939: Carlos Lyra, músico brasileño.
- 1940: Zhanna Projorenko, actriz soviética (f. 2011)
- 1941: Eric Burdon, músico británico, de la banda The Animals.
- 1943: Nancy Greene, esquiadora canadiense.
- 1946: Robert Jarvik, físico e inventor estadounidense.
- 1948: Pam Ferris, actriz alemana-británica.
- 1951: Andrés Pérez, director de teatro y actor chileno (f. 2002).
- 1951: Ricardo Rubio, escritor, poeta y dramaturgo argentino.
- 1952: Shohreh Aghdashloo, actriz iraní.
- 1952: Frances Fisher, actriz británica.
- 1952: Renaud Séchan, cantante francés.
- 1952: Beatriz Spelzini, actriz argentina.
- 1953: Gordana Silianovska-Davkova, abogada y profesora macedonia, presidenta de Macedonia del Norte desde 2024.
- 1955: María Sorté, actriz mexicana
- 1958: Phil Smyth, baloncestista australiano.
- 1959: Didier Guillaume, político monegasco, Ministro de Estado de Mónaco desde 2024.
- 1960: Kike Santander, médico y compositor colombiano.
- 1963: Natasha Richardson, actriz británica (f. 2009).
- 1963: Masatoshi Hamada, cómico japonés.
- 1964: Marcela Osorio, actriz chilena
- 1964: Tim Blake Nelson, actor estadounidense.
- 1965: Monsour del Rosario, actor y practicante de taekwondo filipino.
- 1965: Stefano Domenicali, CEO de Lamborghini y de la Fórmula 1
- 1966: Christoph Schneider, baterista alemán, de la banda Rammstein.
- 1968: Jeffrey Donovan, actor estadounidense.
- 1969: Sylvia Pantoja, cantante española.
- 1970: Nicky Katt, actor estadounidense.
- 1971: Alberto Rodríguez, cineasta español.
- 1972: Gabriele Colombo, ciclista italiano.
- 1973: James Haven, actor estadounidense.
- 1974: Benoît Magimel, actor francés.
- 1974: Billy Kidman, luchador estadounidense.
- 1975: Ziad Jarrah, terrorista libanés que participó en el 11S (f. 2001).
- 1975: Coby Bell, actor estadounidense.
- 1976: Alexandra Benado, exfutbolista y exministra del deporte

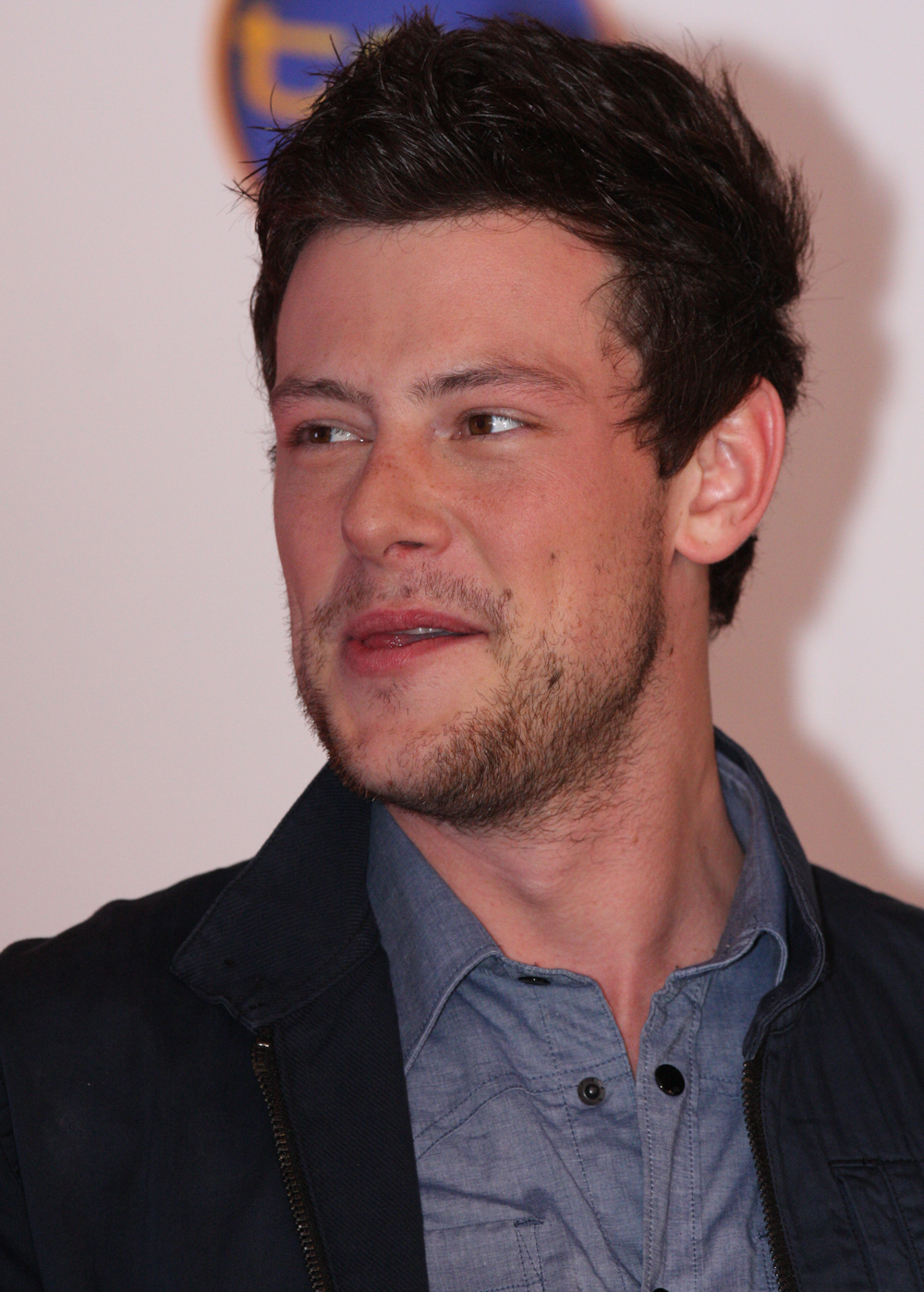
Cory Monteith

- 1977: Pablo García, futbolista uruguayo.
- 1977: Bobby Roode, luchador profesional canadiense.
- 1977: Daniel Muriel, actor español.
- 1978: Perttu Kivilaakso, violonchelista finlandés, de la banda Apocalyptica.
- 1978: Laetitia Casta, modelo y actriz francesa.
- 1978: Jonathan Montenegro, actor, modelo y cantante venezolano.
- 1980: Francisco Buttó, beisbolista venezolano.
- 1981: Lauren Jackson, baloncestista australiana.
- 1981: Austin O'Brien, actor estadounidense.
- 1982: Cory Monteith, cantante y actor estadounidense (f. 2013).
- 1982: Jonathan Jackson, actor estadounidense.

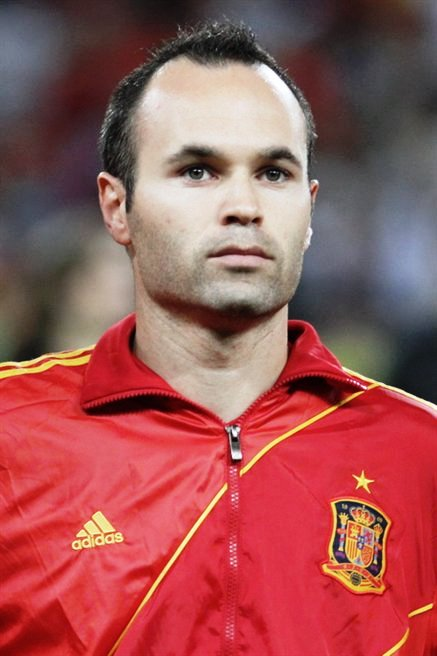
Andrés Iniesta

- 1983: Holly Valance, cantante y actriz australiana.
- 1983: Hanna Verboom, actriz neerlandesa.
- 1984: Victorio D'Alessandro, actor argentino.
- 1984: Andrés Iniesta, futbolista español.
- 1984: Abel Pintos, cantante argentino.
- 1984: Marvin Wijks, futbolista surinamés (f. 2025).
- 1984: Łukasz Trałka, futbolista polaco.
- 1984: Ryan Casciaro, futbolista gibraltareño.
- 1986: Abou Diaby, futbolista francés.
- 1986: Ronny Heberson Furtado de Araújo, futbolista brasileño.
- 1986: Miguel Veloso, futbolista portugués.
- 1987: Mónica Roşu, gimnasta rumana.
- 1987: Enikő Mihalik, modelo húngara.
- 1987: Kenth Kvien, dj noruego perteneciente al dúo musical Da Tweekaz.
- 1987: Jovan Popović, remero serbio.
- 1988: Ace Hood, rapero estadounidense.

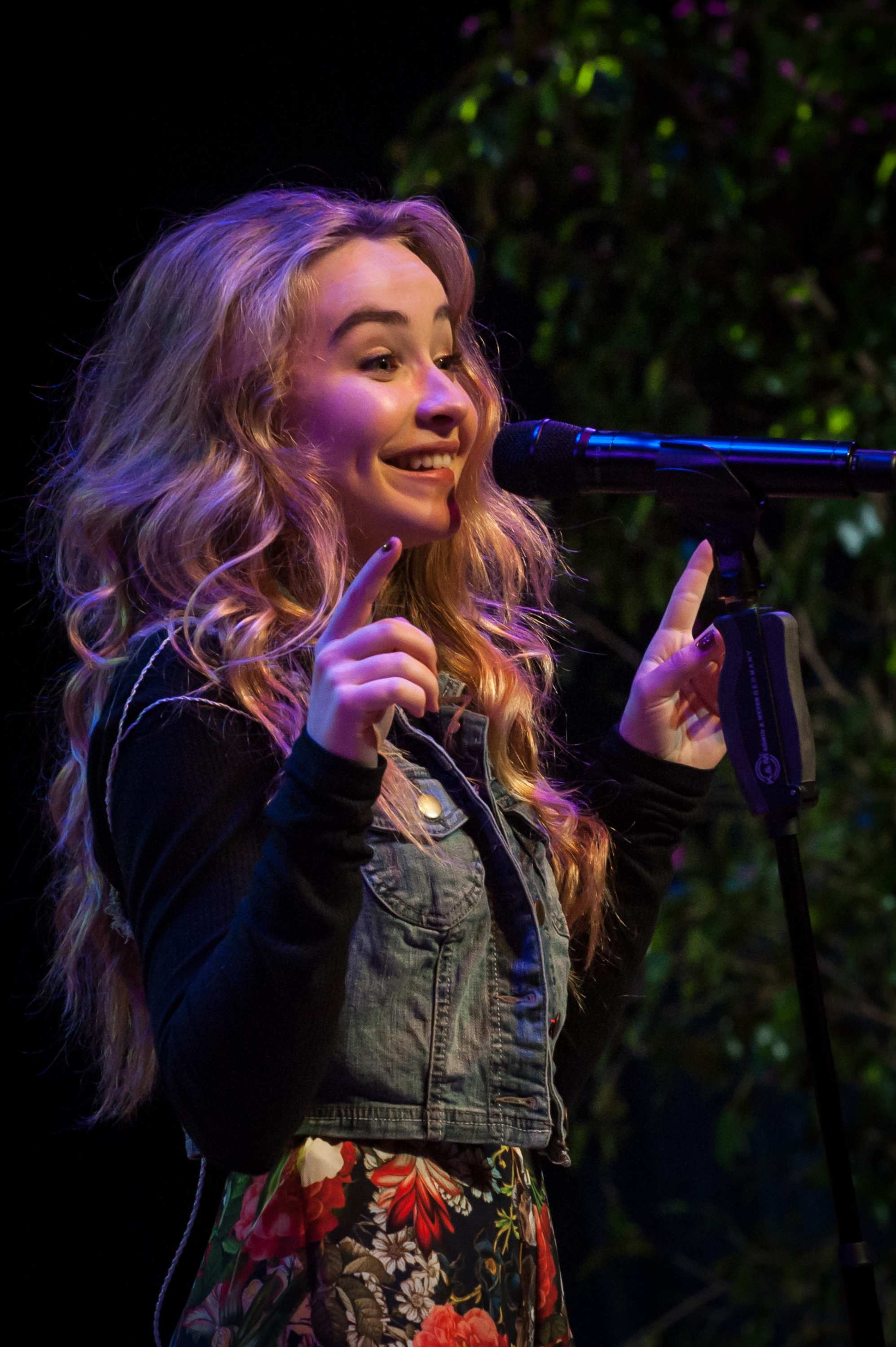
Sabrina Carpenter

- 1988: Ruud Vormer, futbolista neerlandés.
- 1989: Geraldine Leyton, futbolista chilena.
- 1989: Giovani dos Santos, futbolista mexicano.
- 1989: Prince Royce, cantante estadounidense.
- 1990: Nemanja Ilić, balonmanista serbio.
- 1991: Mohammad Reza Khanzadeh, futbolista iraní.
- 1991: Marcus Rohdén, futbolista sueco.
- 1992: Thibaut Courtois, futbolista belga.
- 1992: Pablo Sarabia, futbolista español.
- 1993: Miguel Sanó, beisbolista dominicano.
- 1993: Marko Pajač, futbolista croata.
- 1993: Elin Rubensson, futbolista sueca.
- 1994: Roberto Insigne, futbolista italiano.
- 1995: José Aguinaga, futbolista español.
- 1995: Hiroki Sugajima, futbolista japonés.
- 1996: Andrés García Mohedano, futbolista español.
- 1996: Marina Fernández Muelas, futbolista andorrana.
- 1997: Lana Condor, actriz vietnamita.
- 1998: Viktória Kužmová, tenista eslovaca.
- 1998: Fran Villalba, futbolista español.
- 1998: Samuele Rivi, ciclista italiano.
- 1999: Sabrina Carpenter, actriz y cantante estadounidense.
- 1999: Madison Lintz, actriz estadounidense.
- 1999: Andrea Colpani, futbolista italiano.
- 1999: Sabit Abdulai, futbolista ghanés.
- 2000: Femke Meines, cantante neerlandesa.
- 2000: Bjarki Steinn Bjarkason, futbolista islandés.
- 2000: Ana Karolina Lannes, actriz brasileña.
- 2000: Kurena Chō, cantante japonesa.
- 2000: Yuki Tsunoda, piloto de automovilismo japonés.
- 2000: Wang Chuqin, tenista chino.
- 2000: Artem Konovalenko, atleta ucraniano.
- 2000: Zahra Puresmail, taekwondista iraní.
- 2000: Alim McNeill, jugador de fútbol americano estadounidense.
- 2000: Bayanmunj Narmandaj, judoka emiratí.
- 2001: Kyrian Jacquet, tenista francés.
- 2003: Fermín López Marín, futbolista español.
- 2003: Khuất Văn Khang, futbolista vietnamita.
- 2004: Andrea Medina, futbolista española.
- 2007: Anastazja Kuś, atleta polaca.

## Fallecimientos
- 912: León VI el Sabio, emperador bizantino entre 886 y 912.
- 1304: Mahmud Ghazan, mandatario mongol (n. 1271).
- 1547: Francisco de los Cobos y Molina, Contador Mayor de Castilla y León, Secretário de Estado del emperador Carlos I (n. 1477)
- 1570: Alonso de Covarrubias, arquitecto español.
- 1610: Matteo Ricci, misionero jesuita italiano.
- 1621: Johann Arndt, teólogo alemán (n. 1555).
- 1686: Otto von Guericke, físico alemán (n. 1602).
- 1706: Juan de Ovando, poeta español.
- 1708: Jules Hardouin Mansart, arquitecto francés.
- 1716: Francisco de Jerónimo, religioso y santo italiano (n. 1642).
- 1723: Jean Galbert de Campistron, dramaturgo francés (n. 1656).

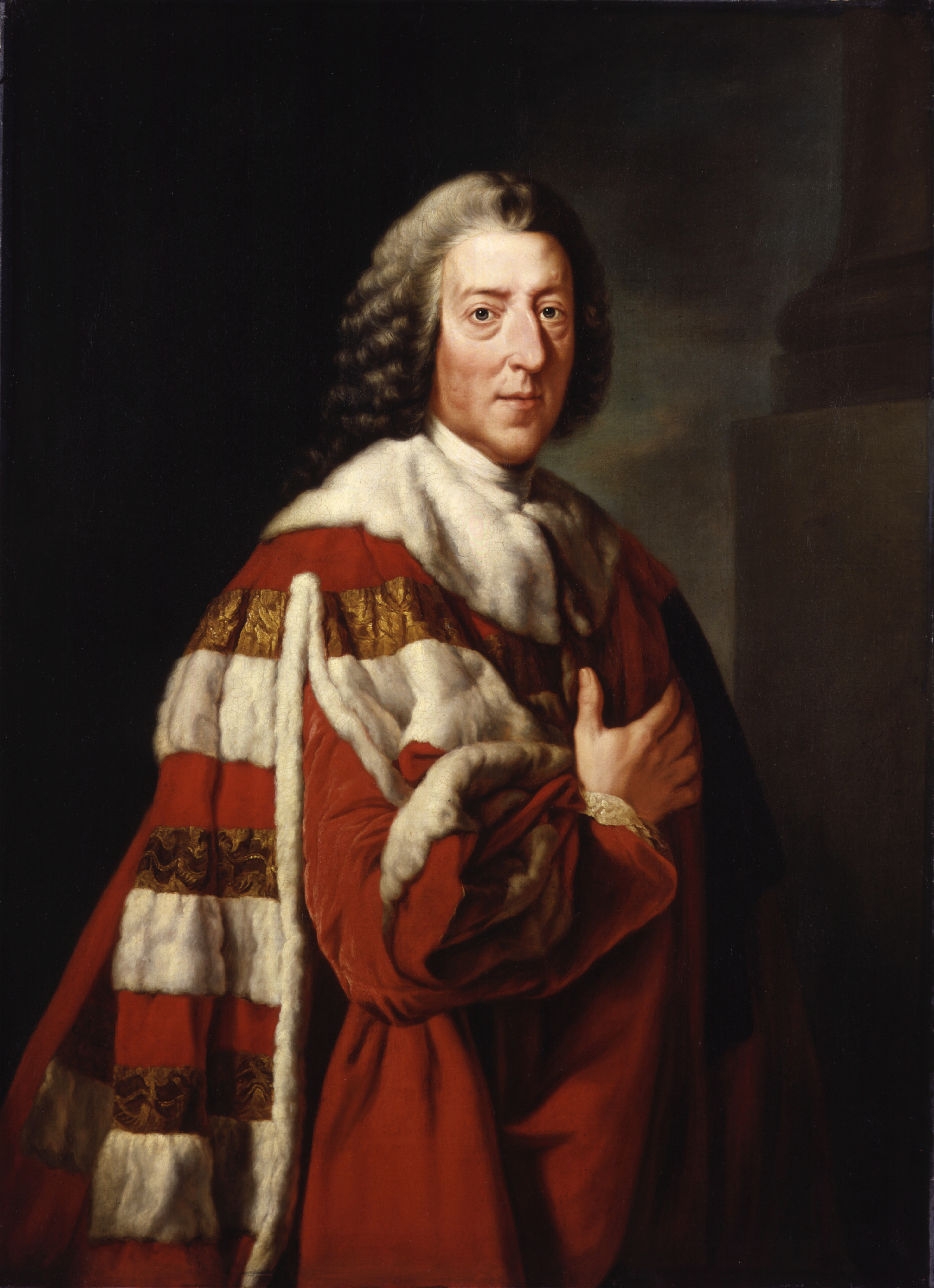
William Pitt.

- 1778: William Pitt, político británico (n. 1708).
- 1780: Nicolás Fernández de Moratín, dramaturgo español.
- 1781: Ignacio de Láconi, sacerdote y santo italiano (n. 1701).
- 1801: Pepe-Hillo (José Delgado Guerra), torero español (n. 1754).
- 1812: Spencer Perceval, político y primer ministro británico (n. 1762).
- 1849: Francisco Ortega, poeta y político mexicano.
- 1849: Jeanne Françoise Julie Adélaïde Récamier, socióloga francés (n. 1777).
- 1849: Otto Nicolai, compositor y director de orquesta, fundador de la Filarmónica de Viena (n. 1810).
- 1871: John Herschel, astrónomo y matemático británico.
- 1881: Henri Fréderic Amiel, escritor suizo.
- 1881: Juan Díaz de Garayo, psicópata criminal español (n. 1821).
- 1891: Alexandre-Edmond Becquerel, físico francés.
- 1891: Karl Wilhelm von Nägeli, botánico suizo.
- 1899: Ricardo Macías Picavea, escritor y pensador español (n. 1847).
- 1905: Ceferino Namuncurá, beato mapuche argentino (n. 1886).
- 1905: Manuel Reina Montilla, escritor y político español (n. 1856).
- 1916: Karl Schwarzschild, astrónomo, matemático y físico alemán.
- 1916: Max Reger, compositor alemán.
- 1920: William Dean Howells, escritor estadounidense (n. 1837).
- 1927: Juan Gris (Victoriano González), pintor español.
- 1935: Francisco Antonio Cano, fue un importante pintor, grabador, escultor y escritor colombiano (n. 1865).
- 1935: Juan Antonio Morán, anarquista expropiador argentino, ejecutado.
- 1935: Józef Piłsudski, estadista polaco.
- 1939: Evgenii Miller, contrarrevolucionario ruso (n. 1867).
- 1940: Chūjirō Hayashi, maestro japonés de reiki.
- 1946: Pedro Henríquez Ureña, escritor dominicano.
- 1956: Eugenio Baroffio, arquitecto uruguayo (n. 1877).
- 1956: Walter Sydney Adams, astrónomo estadounidense (n. 1876).
- 1963: Herbert Spencer Gasser, fisiologo estadounidense, premio Nobel de Fisiología o Medicina en 1944.
- 1963: Antonio Soto, anarcosindicalista hispano-argentino (n. 1897).
- 1969: Alberto Bianchi, traductor y anarquista argentino (n. 1898).
- 1970: Johnny Hodges, músico estadounidense de jazz.
- 1970: Julio Torri, escritor mexicano (n. 1889).
- 1973: Lex Barker, actor estadounidense.
- 1973: Juan Eduardo Cirlot, poeta y crítico de arte español.
- 1974: Carlos Mugica, sacerdote argentino (n. 1930).
- 1977: Alfonso Navarro Oviedo, sacerdote salvadoreño (n. 1942).
- 1976: Alvar Aalto, arquitecto y diseñador de muebles finlandés.
- 1979: Lester Flatt, músico estadounidense (n. 1914).
- 1980: Fernando Soto, actor mexicano (n. 1911).
- 1981: Bob Marley, músico de reggae y pacifista jamaicano.
- 1981: Odd Hassel, físico y químico noruego, premio nobel de química en 1969.
- 1985: Chester Gould, dibujante de cómics, creador de Dick Tracy.
- 1987: Guillermo Silveira, pintor y escultor español (n. 1922).
- 1988: Kim Philby, espía anglosoviético. (n. 1912).
- 1996: Nnamdi Azikiwe, político y presidente nigeriano (n. 1904).
- 1996: Ademir Marques de Menezes, futbolista brasileño.
- 1996: Scott Fischer, alpinista estadounidense (n. 1955).
- 1999: Juanita Simón, cantora folclórica argentina, del grupo Los Hermanos Simón (n. ¿?).
- 2000: Héctor Azar, escritor mexicano (n. 1930).
- 2000: René Muñoz, actor y guionista cubano (n. 1938).
- 2000: Paula Wessely, actriz austriaca (n. 1907).
- 2001: Douglas Adams, escritor británico.
- 2001: Jesús Aguirre, aristócrata, teólogo y académico español.
- 2003: Luis Ignacio Helguera, poeta y ensayista mexicano (n. 1962).
- 2003: José Manuel Lara, editor español (n. 1914).
- 2003: Noel Redding, bajista británico, de la banda The Jimi Hendrix Experience (n. 1945).
- 2006: Floyd Patterson, boxeador estadounidense (n. 1935).
- 2007: Malietoa Tanumafili II, rey samoano (n. 1913).
- 2008: John Rutsey, baterista canadiense, de la banda Rush (n. 1953).
- 2009: Claudio Huepe, ingeniero, economista y político chileno (n. 1939).
- 2010: Doris Eaton Travis, actriz estadounidense (n. 1904).
- 2011: Robert Traylor, baloncestista estadounidense (n. 1977).
- 2014: Francisco Sobrino Ochoa, escultor español  (n. 1932).
- 2017: Alberto Perdomo, político uruguayo (n. 1967).
- 2019: Peggy Lipton, actriz estadounidense (n. 1946).
- 2019: Pua Magasiva, actor samoano-neozelandés (n. 1980).
- 2019: Silver King, actor y luchador profesional mexicano (n. 1968).
- 2020: Jerry Stiller, actor y cómico estadounidense (n. 1927).
- 2021: Norman Lloyd, actor, director de cine y productor estadounidense (n. 1914).
- 2021: Colt Brennan, jugador estadounidense de fútbol americano (n. 1983).
- 2022: Néstor Zacco (75), actor y profesor argentino (n. 1947).
- 2023: Kenneth Anger (96), cineasta y escritor estadounidense (n. 1927).
- 2023: Guido Gorgatti, actor y comediante ítalo-argentino (n. 1919).
- 2024: Mary Wells Lawrence, redactora y publicista estadounidense (n. 1928)
- 2024: Juan María Traverso, piloto de automovilismo argentino (n. 1950).
- 2025: Sabu, luchador profesional estadounidense (n. 1964).

## Celebraciones
Por países
(Por orden alfabético)
- Argentina:
  - Día del Himno Nacional Argentino.
  - Día Nacional del Autor y Compositor Musical.[5]
Se conmemora desde 1813, cuando fue aceptado el Himno Nacional Argentino.

- Chile:
  - Día del Estudiante.
  - Día Nacional del Teatro.
Se recuerda el nacimiento de Andrés Pérez Araya.[6]

- Estados Unidos:
  - Día de Comer Lo Que Quieras.[7]
(en inglés: National Eat What You Want Day).

- - Día Nacional de The Twilight Zone (serie de televisión de 1959).[8]
The Twilight Zone (en inglés: «La zona crepuscular»)[9] —conocida en español como La dimensión desconocida, Dimensión desconocida, En los límites de la realidad o La quinta dimensión— es una serie de televisión de antología estadounidense—que forma parte de la franquicia The Twilight Zone—dedicada a la ciencia ficción, la fantasía y el terror.[10] Cada episodio muestra un relato que plantea dilemas morales, cuestiona al espectador y lo confronta con su propia existencia, a menudo rematado por un final sorprendente.[11]
  - Día de los Derechos Humanos en Vietnam.[12]

- Guatemala:
  - Día del Servicio Civil.

### Santoral católico
- San Antimo de Roma.[13]
- San Evelio, mártir.[13]
- San Francisco de Jerónimo.[13]
- San Gangulfo de Varennes.[13]
- San Gualterio de Esterp.[13]
- San Ignacio de Láconi.[13]
- San Iluminado de San Severino.[13]
- San Iluminado, monje.[13]
- San Mamerto de Vienne.[13]
- San Mateo Lê Van Gâm.[13]
- San Mayolo de Cluny.[13]
- San Mayulo de Bizacena.[13]
- San Mocio de Bizancio.[13]

- Beato Gregorio Celli.[13]

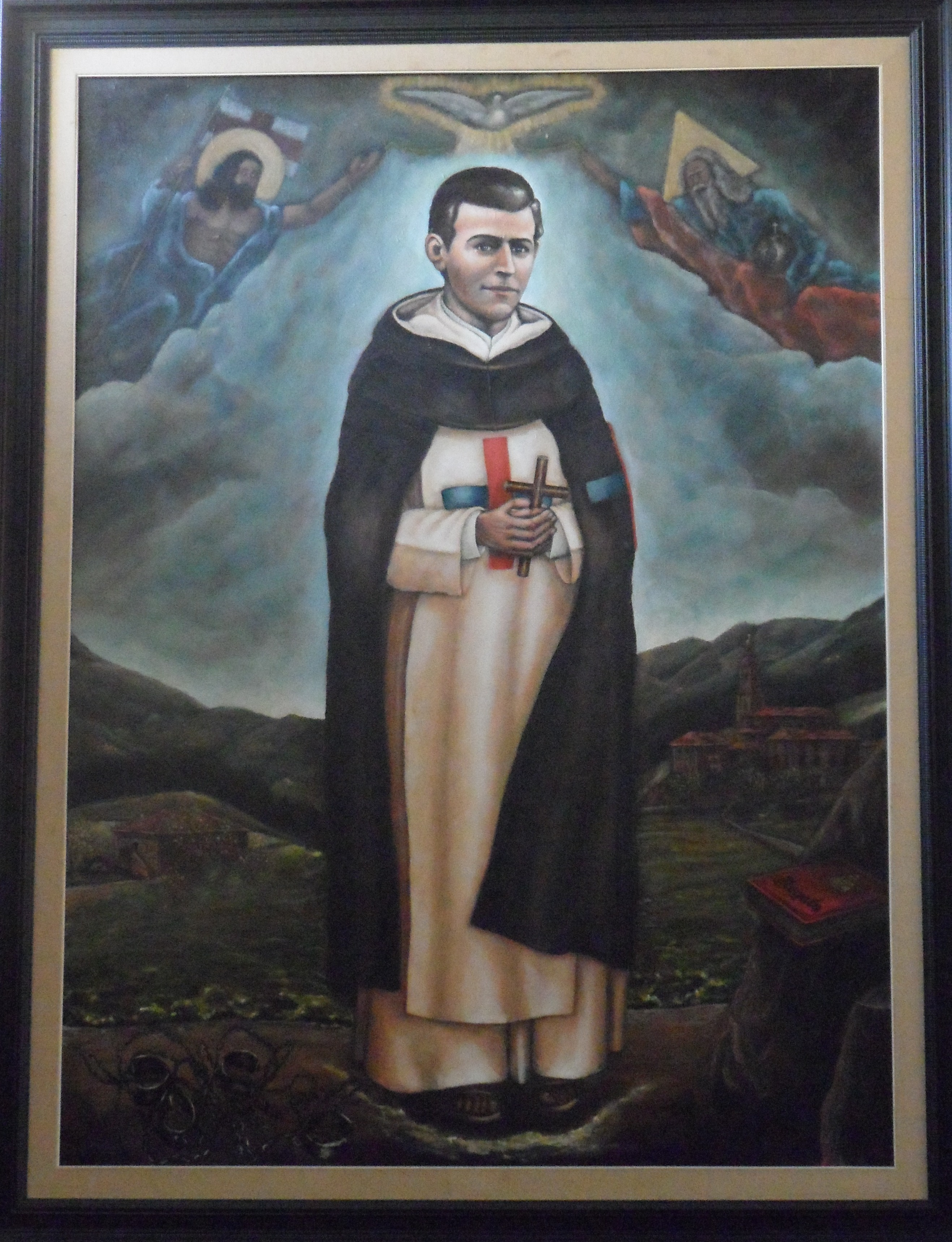
Domingo del Santísimo Sacramento Iturrate, pintura en lienzo utilizada para la ceremonia de su beatificación.

- Beato Domingo Iturrate, religioso trinitario. (imagen ilustrativa).

 Por países
(Por orden alfabético)
- Bulgaria:
  - Día de los Santos Cirilo y Metodio, creadores del alfabeto cirílico.

- España:
  - Badalona: Noche de San Anastasio, patrono de la ciudad, con la Quema del Demonio.
  - Lérida: Fiesta mayor, patrono de la ciudad.